# Rock & Roll Is Dead
Rock & Roll Is Dead ist das sechste Studioalbum der schwedischen Rockmusik-Band The Hellacopters aus dem Jahr 2005.

## Entstehung
Rock & Roll Is Dead ist das letzte Album der Band vor der Bekanntgabe der Trennung. Ebenfalls ist es die letzte Album-Veröffentlichung mit eigenen Songs. Das folgende, letzte Album Head Off enthält ausschließlich Cover-Versionen von Songs befreundeter Bands. Alle Bandmitglieder – bis auf den Drummer Eriksson – steuerten Songs bei, wobei der Löwenanteil von Nicke Anderson gestellt wurde.
Chips K. war erneut Produzent des Albums.

## Titelliste
1. Before the Fall – 2:11 (Musik & Text: Andersson, Håkansson)
2. Everything Is On TV – 3:14 (Musik & Text: Andersson)
3. Monkey Boy – 2:38 (Musik & Text: Andersson)
4. No Angel to Lay Me Away – 3:55 (Musik & Text: Andersson, Dahlqvist, Håkansson, Lindström)
5. Bring It on Home – 2:11 (Musik & Text: Andersson)
6. Leave It Alone – 4:00 (Musik & Text: Andersson)
7. Murder on My Mind – 3:10 (Musik & Text: Andersson, Håkansson)
8. I’m in the Band – 3:19 (Musik & Text: Andersson, Dahlqvist)
9. Put out The Fire – 3:08 (Musik & Text: Andersson, Håkansson)
10. I Might Come See You Tonight – 3:24 (Musik & Text: Andersson)
11. Nothing Terribly New – 2:59 (Musik & Text: Andersson)
12. Make It Tonight – 2:44 (Musik & Text: Andersson)
13. Time Got No Time to Wait for Me – 3:28 (Musik & Text: Andersson)

## Singleauskopplungen
Everything’s On TV wurde am 23. Mai 2005 als Single veröffentlicht. I’m in the Band ebenfalls im Jahr 2005.

## Zusätzliche Musiker
- Linn Segolson: Hintergrundgesang
- Clarisse Muvemba: Hintergrundgesang
- Chips Kiesbye: Hintergrundgesang
- Mattias Bärjed (The Soundtrack of Our Lives): Akustische Gitarre
- Johan Bååth: Handclap
- Howlin’ Pelle Almqvist (The Hives): Howl

## Auswertung in Videospielen
Der Song I’m in the Band ist bei den Bonusliedern des Videospiels Guitar Hero III: Legends of Rock vertreten. Bring It on Home ist in dem Videospiel NHL 07 zu hören.